# SZ Crateris
SZ Crateris är en dubbelstjärna i södra delen av stjärnbilden Bägaren. Den har en skenbar magnitud av ca +10,28 och kräver ett teleskop för att kunna observeras. Baserat på parallax enligt "Gaia Data Release 2" på ca 8,61 mas beräknas den befinna sig på ett avstånd av ca 42,7 ljusår (ca 13,1 parsek) från solen. Den rör sig närmare solen med en heliocentrisk hastighet av ca -0,1 km/s. Stjärnan ingår i rörelsegruppen Ursa Major, en grupp av stjärnor med gemensam egenrörelse över himlavalvet.

## Egenskaper
Primärstjärnan SZ Crateris A är en orange till gul stjärna i huvudserien av spektralklass K7 V. Den har en radie av ca 0,63 solradie och avger från dess fotosfär ca 0,11 gånger så mycket energi som solen vid en effektiv temperatur av ca 4 200 K.

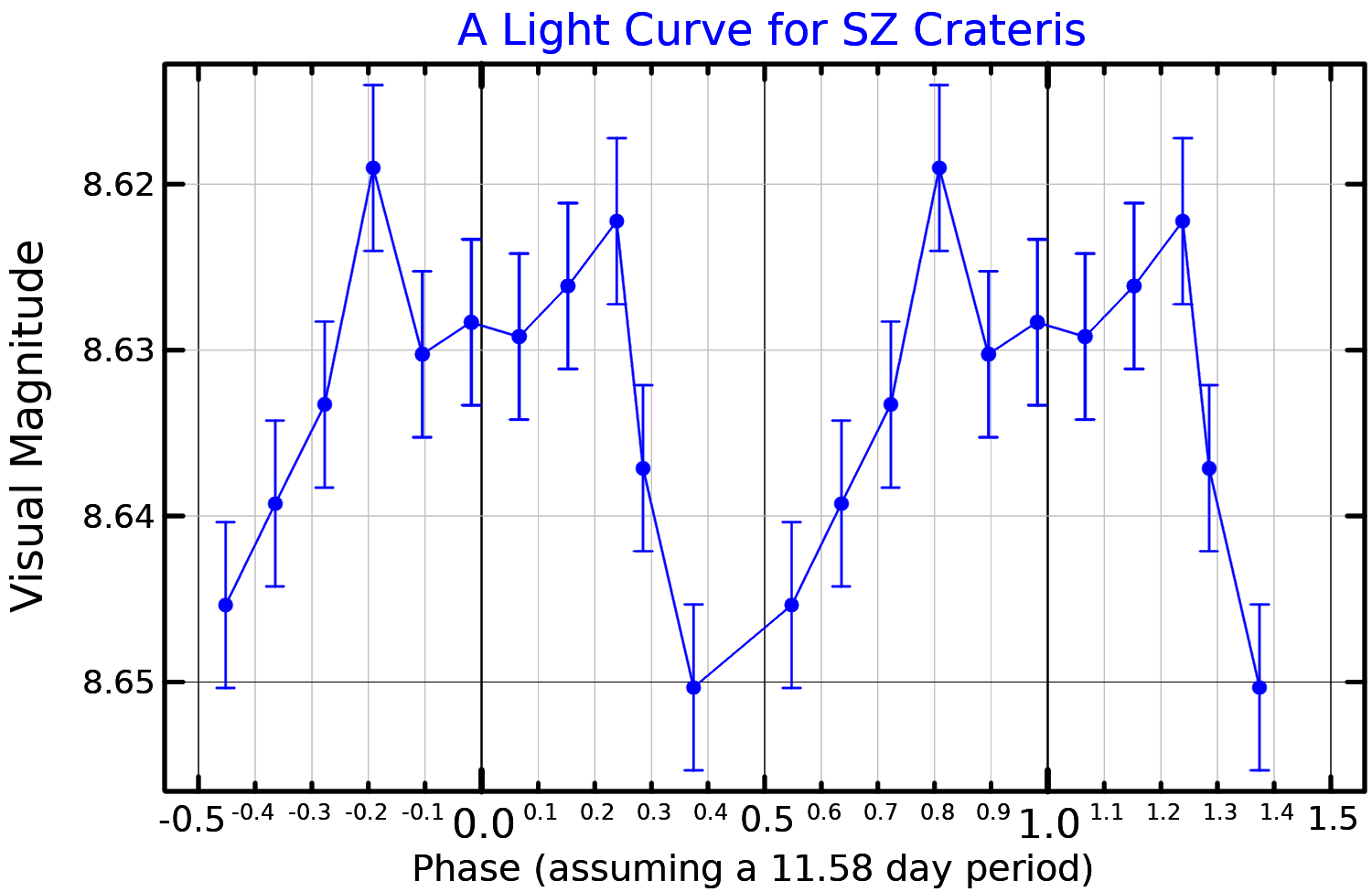
Fotometrisk kurva av synligt ljus för SZ Crateris, enligt Cutispoto et. al. (2001).

SZ Crateris är dubbelstjärna och en BY Draconis-variabel med en period av 11,58 dygn. (Stjärnan som orsakar variationen är ospecificerad.) Följeslagaren är en röd dvärg av spektralklass M2.5 Ve med en radie av ca 0,42 solradie och en effektiv temperatur av ca 3 700, K. Den röda dvärgen ligger separerad med 5,1 bågsekunder (112,41 AE) från primärstjärnan. Stjärnorna har en omloppsperiod av 714,6 år i en bana med en halv storaxel av 5,896 bågsekunder och en excentricitet på 0,63.